# Système d'amarrage sonde-cône

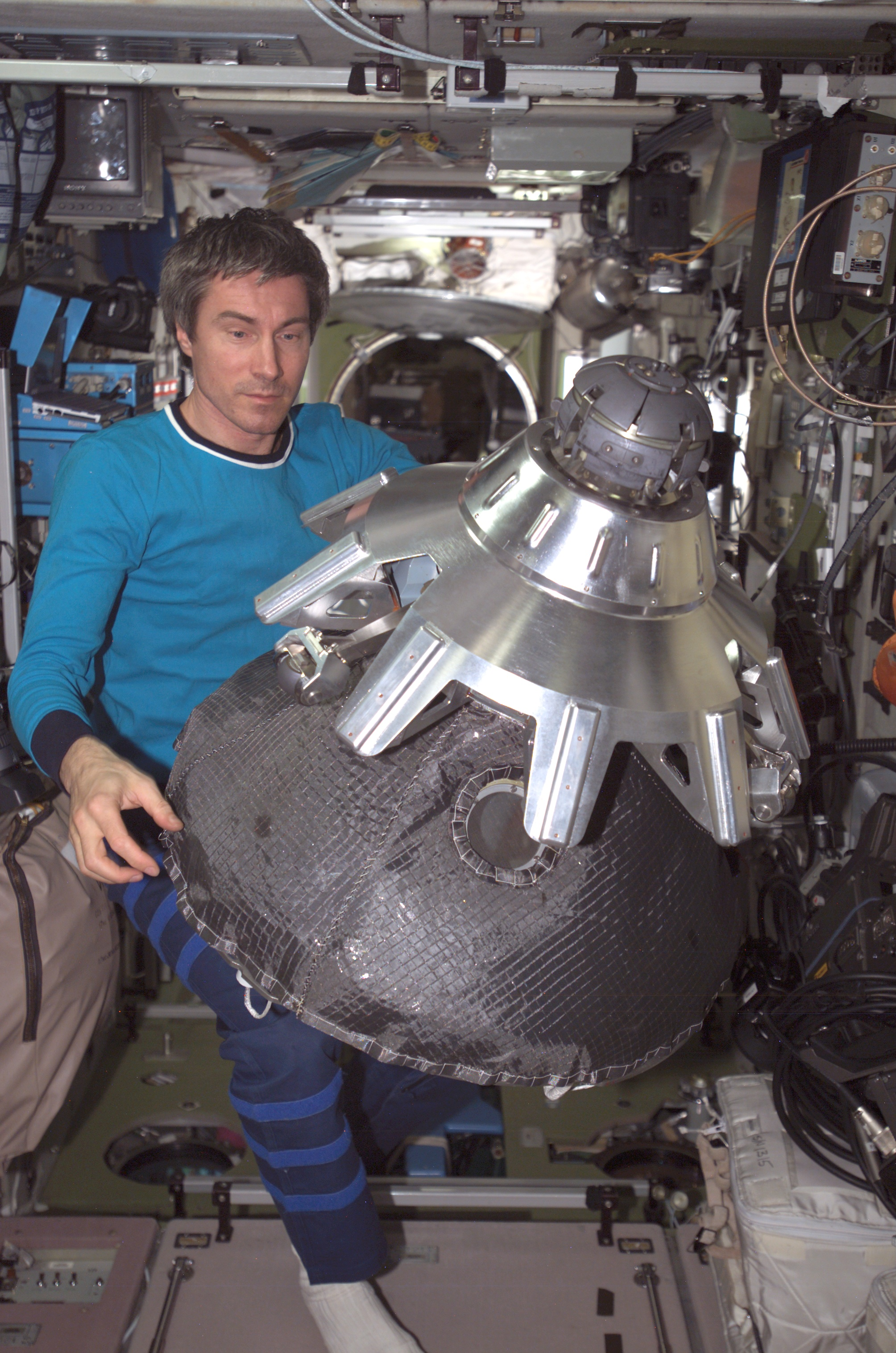
La sonde russe démontée avec la tête rétractée

Un système d'amarrage sonde-cône est un dispositif d'accrochage mécanique des véhicules spatiaux comportant une partie mâle, appelée sonde, portée par le vaisseau manœuvrant et une partie femelle (le cône) portée par le vaisseau approché. Ses fonctions sont de guider dans la dernière phase d'approche le vaisseau arrivant, d'amortir les réactions des vaisseaux entrant en contact, puis de verrouiller l'accrochage.
Ce système d'amarrage est le système standard des vaisseaux spatiaux russes et a été celui des vaisseaux du programme Apollo. Il existe d'autres systèmes tels que l'APAS de la navette spatiale américaine ; le CBM utilisé par la partie non russe de la station spatiale et le Low Impact Docking System mis au point pour les nouveaux vaisseaux américains.

## Principes de fonctionnement

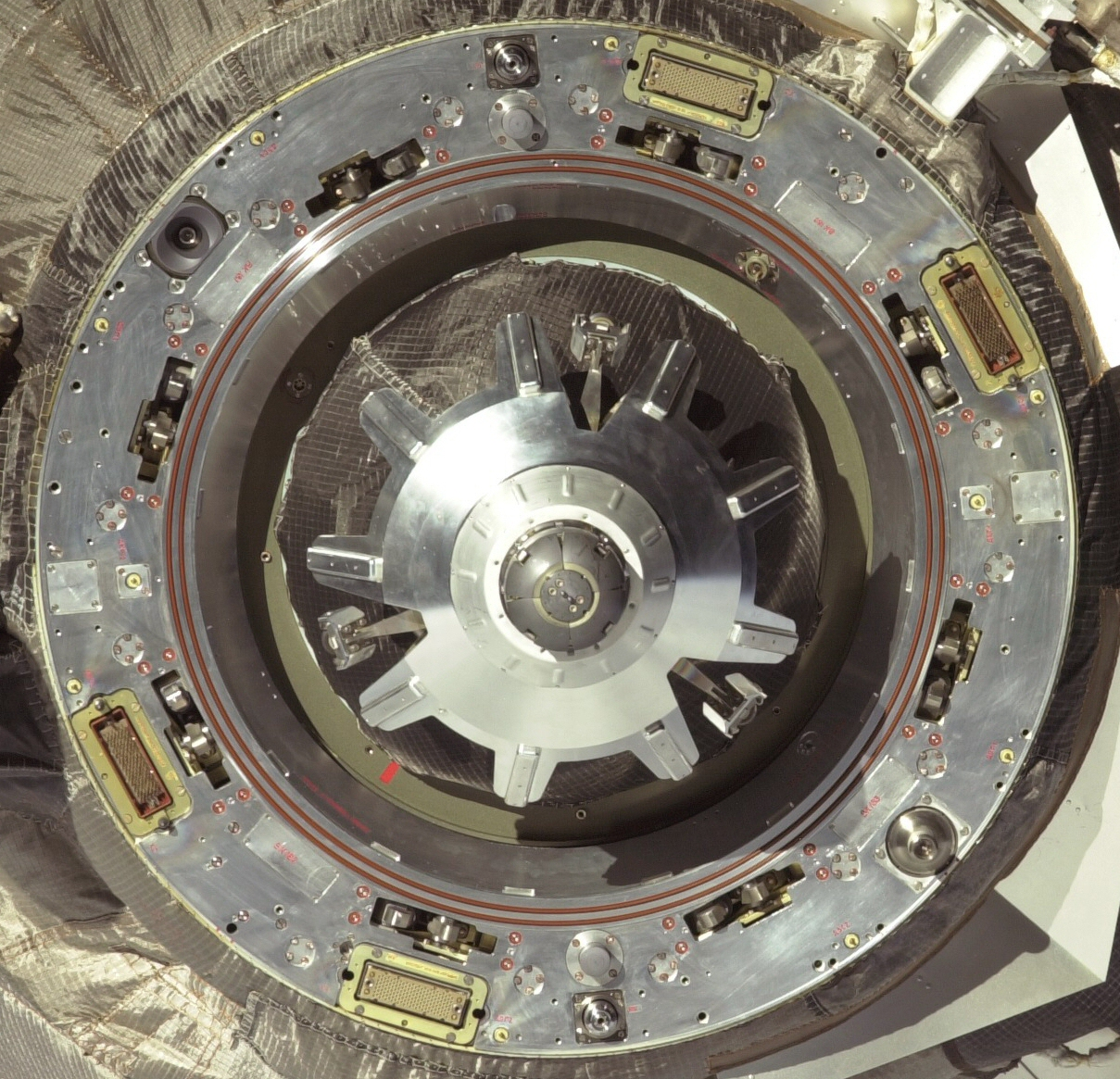
La sonde au centre de l'anneau d'amarrage sur lequel on distingue les systèmes de verrouillage et les connexions

Le dispositif comprend une sonde extensible portée par le vaisseau qui effectue la manœuvre d'amarrage et un cône porté par le véhicule passif. Chaque pièce est située à l'extérieur du vaisseau au bout du tunnel fermé par une écoutille et au centre de l'anneau d'amarrage qui doit former la paroi et assurer l'étanchéité du passage ménagé entre les deux vaisseaux. Le véhicule actif doit manœuvrer de manière à emboiter la sonde dans le cône : celui-ci par sa forme assure le guidage final et amortit le mouvement du vaisseau manœuvrant jusqu'à son immobilisation. Lorsque la sonde est correctement engagée, des verrous s'enclenchent autour de la tête pour solidariser les vaisseaux puis la sonde est rétractée pour mettre en contact les anneaux d'amarrage qui créent un tunnel étanche après s'être verrouillés l'un à l'autre. Au cours du rapprochement, des dispositifs mécaniques corrigent les défauts d'alignement résiduels des deux vaisseaux. Après s'être assuré de l'étanchéité de la liaison par des moyens divers, les équipages des vaisseaux ouvrent les écoutilles de part et d'autre et retirent éventuellement une partie du dispositif sonde-cône pour libérer le tunnel et permettre la communication entre les vaisseaux.

## Le système russe

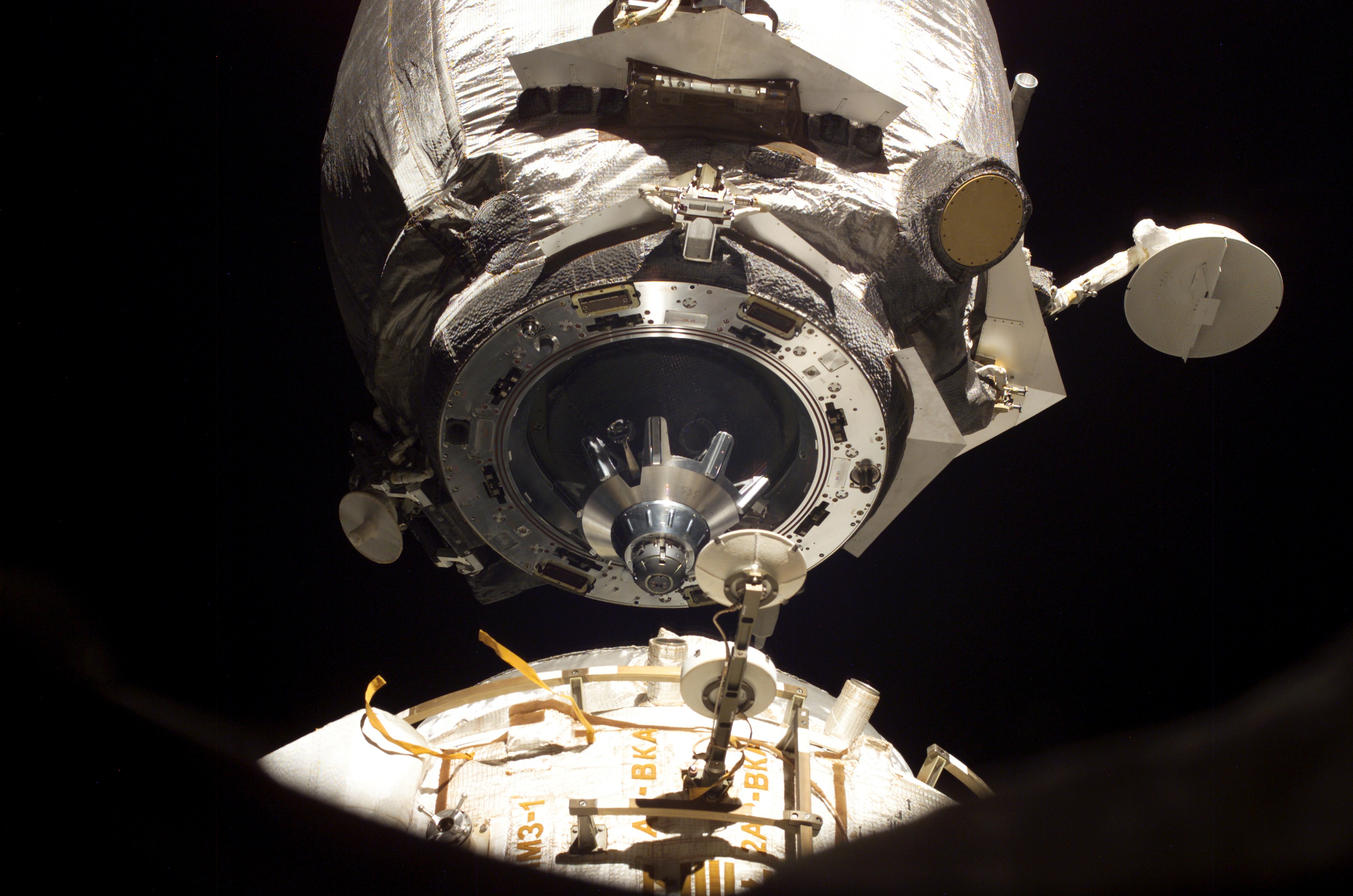
Cargo russe Progress : les antennes appartiennent au système Kours.

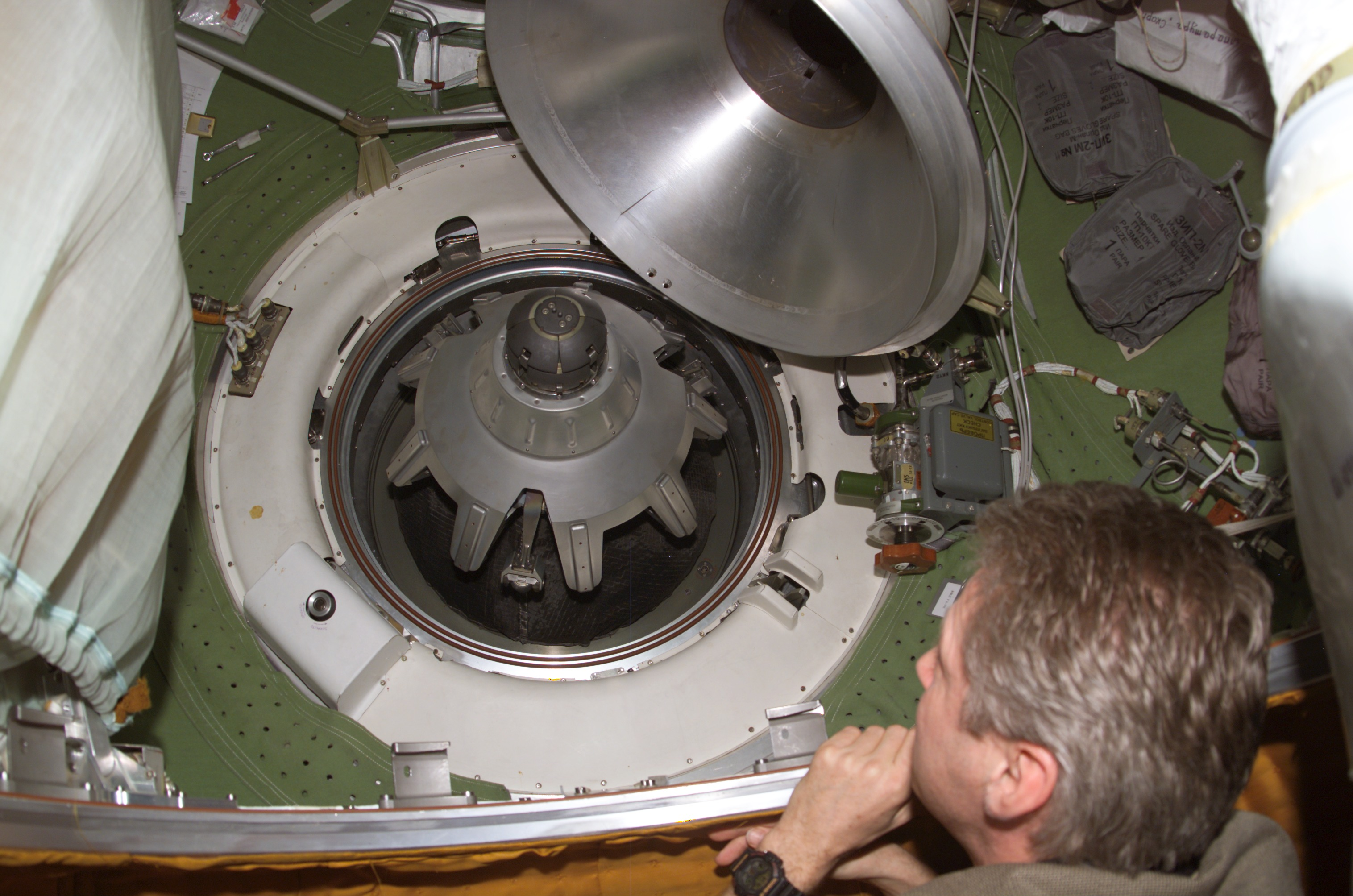
Ouverture de l'écoutille après amarrage côté vaisseau passif

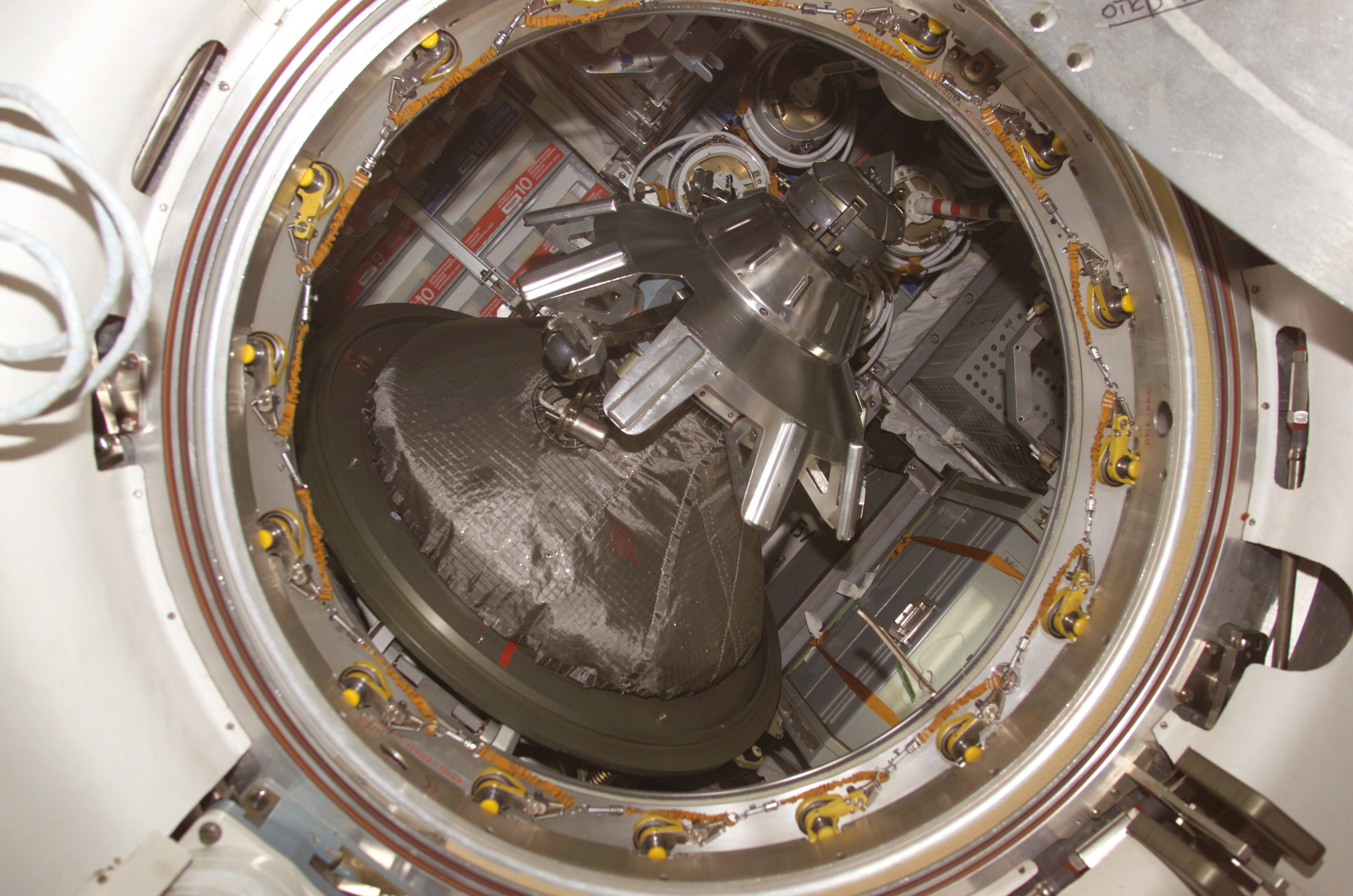
Ouverture de l'écoutille après amarrage côté vaisseau actif

Le système d'amarrage sonde-cône russe a été mis au point en Union soviétique dans les années 1960 et utilisé pour la première fois avec succès par le vaisseau Soyouz et la station spatiale Saliout 1, en 1971. Depuis, il est devenu le système d'amarrage standard utilisé par les vaisseaux Soyouz et Progress, ainsi que les stations spatiales, en particulier sur la partie russe de la station spatiale internationale. Il est également utilisé par le vaisseau cargo européen ATV, qui ravitaille la station spatiale internationale en s'amarrant au module russe Zvezda. Le diamètre interne du passage ménagé par ce système est de 80 cm.
La jonction entre deux vaisseaux est réalisée lorsque les anneaux d'amarrage des véhicules, qui formeront les parois du tunnel de circulation, viennent au contact en superposant parfaitement les mécanismes de verrouillage situés sur leur tranche (8 verrous) ainsi que les différentes liaisons et connexions : 4 prises mâle/femelle pour l'électricité et l'informatique ainsi que 2 canalisations, l'une mâle et l'autre femelle, pour les fluides (ergols). Pour atteindre cet objectif, le vaisseau actif doit s'approcher à vitesse réduite en s'alignant parfaitement avec le vaisseau cible et placer la sonde qu'il porte dans le cône porté par l'autre vaisseau.
Sur chaque vaisseau se trouve au centre de l'anneau d'amarrage une des deux moitiés du système d'amarrage :
- Le vaisseau actif porte la sonde. Celle-ci est composée d'une tige extensible montée sur cardan. Elle est terminée par une tête sur laquelle se situent des capteurs (au sommet et sur le côté de la tête) et des verrous qui doivent assurer un premier accrochage avec l'autre véhicule. La sonde dispose d'un mécanisme d'amortissement  qui doit absorber le mouvement du vaisseau abordeur jusqu'à ce que la vitesse relative des deux vaisseaux soit nulle. À sa base, la sonde comporte des guides et capteurs prenant la forme de baleines de parapluie autour de la tige, et qui assurent le guidage dans la phase finale de l'amarrage. La sonde est solidaire de l'écoutille mais peut être démontée une fois la jonction réalisée[1].
- Le vaisseau passif comporte un dispositif de capture constitué d'un cône au fond duquel se trouve un mécanisme permettant de verrouiller la tête de la sonde et des capteurs[1].

Sur les vaisseaux russes, l'amarrage est une opération automatique avec possibilité de bascule en mode manuel en cas d'anomalie. L'opérateur peut être le centre de contrôle, le pilote (si le vaisseau emporte des passagers) ou une personne située dans la station spatiale qui dispose d'un poste de contrôle à distance. Le guidage est assuré par le système Kours, qui repose sur l'utilisation de radars et de réflecteurs. Le processus d'amarrage ne peut être amorcé que si des conditions d'alignement et de vitesse bien précises sont respectées. Pour l'ATV, qui utilise ce système pour s'amarrer au module Zvezda de la station spatiale internationale, les valeurs sont les suivantes :
- vitesse longitudinale (en direction de l'autre vaisseau) : comprise entre 0,05  et   0,10 m/s. Si la vitesse est trop faible, le verrouillage de la tête de sonde ne s'effectuera pas.
- distance latérale : < 10 cm
- écart angulaire d'alignement entre les axes des 2 véhicules : < 5°
- vitesse latérale : < 0,02 m/s

La procédure d'amarrage est la suivante (cas de l'ATV)  :
- Avant d'entamer la phase d'approche, la sonde est déployée. Dans cette position, la sonde est susceptible d'être au contact du vaisseau abordé lorsque les deux vaisseaux se trouvent à moins de 74 cm de distance.
- Lorsque les capteurs situés sur la tête de la sonde détectent un contact, une brève impulsion est donnée par les moteurs pour enfoncer la sonde au cœur du cône. Guidée par la forme en cône, la tête se retrouve au fond du cône récepteur, où elle est verrouillée. L'amortisseur situé sur la sonde doit absorber le mouvement du vaisseau abordeur.
- La rétractation de la sonde est déclenchée. Les deux vaisseaux se rapprochent, tirés par la sonde qui se rétracte : les guides et les capteurs situés sur la sonde assurent l'alignement du vaisseau.
- Lorsque les anneaux d'amarrage des deux vaisseaux viennent au contact, les 8 verrous s'enclenchent et exercent une traction suffisante pour que les deux joints toriques situés sur la tranche assurent l'étanchéité.
- Les verrous de la tête de la sonde sont libérés.
- Après vérification de l'étanchéité du passage et égalisation des pressions, les écoutilles sont ouvertes de part et d'autre. Le mécanisme de la sonde, qui est assez encombrant, est démonté pour libérer le passage. Le cône reste solidaire de l'écoutille.

La manœuvre de séparation nécessite de remettre le système de sonde en place. Les écoutilles sont refermées et le vide est effectué dans le tunnel entre les deux vaisseaux. Après libération des verrous, le mouvement de séparation est amorcé par des poussoirs montés sur ressort et situés sur la tranche des anneaux d'amarrage. Lorsque le vaisseau en mouvement a atteint une distance de sécurité (variable selon le poste d'amarrage), afin de limiter les risques de dommages ou de contamination par les produits de combustion issus des moteurs de manœuvre, la propulsion est utilisée pour l'éloigner. Si le système d'amarrage ne libère pas le vaisseau, différentes solutions de secours sont prévues. Si toutes échouent, un système pyrotechnique permet au vaisseau de se séparer de son système d'amarrage.

## Les vaisseaux du programme Apollo

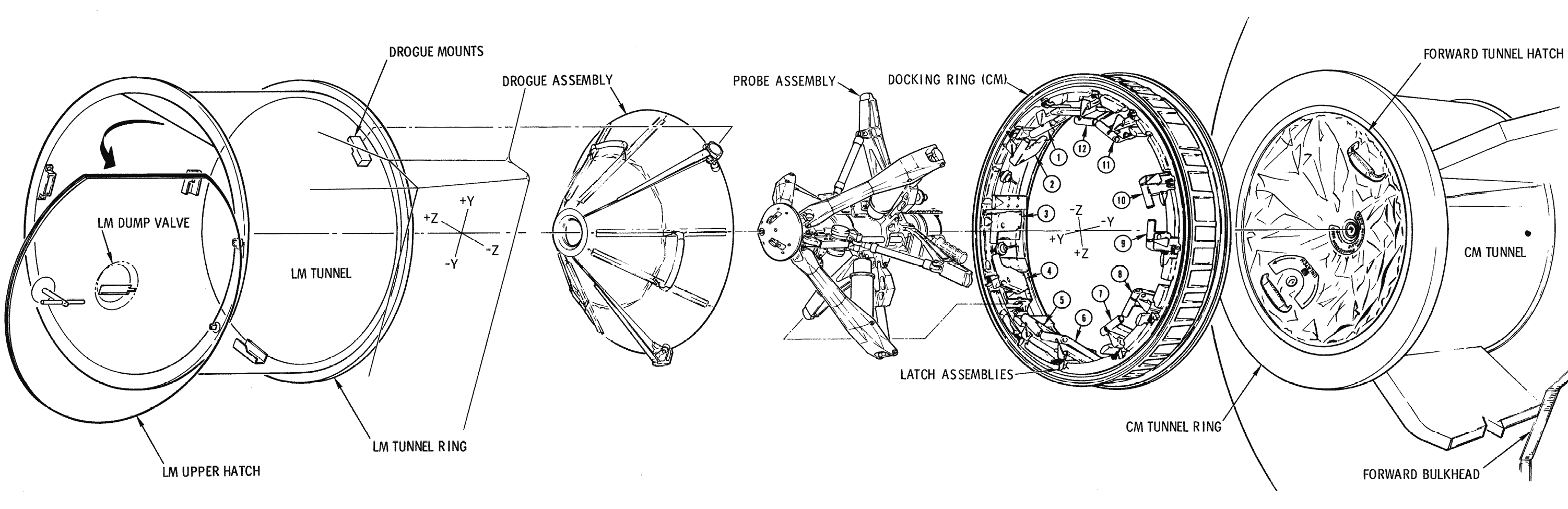
Les différents composants du système d'amarrage Apollo

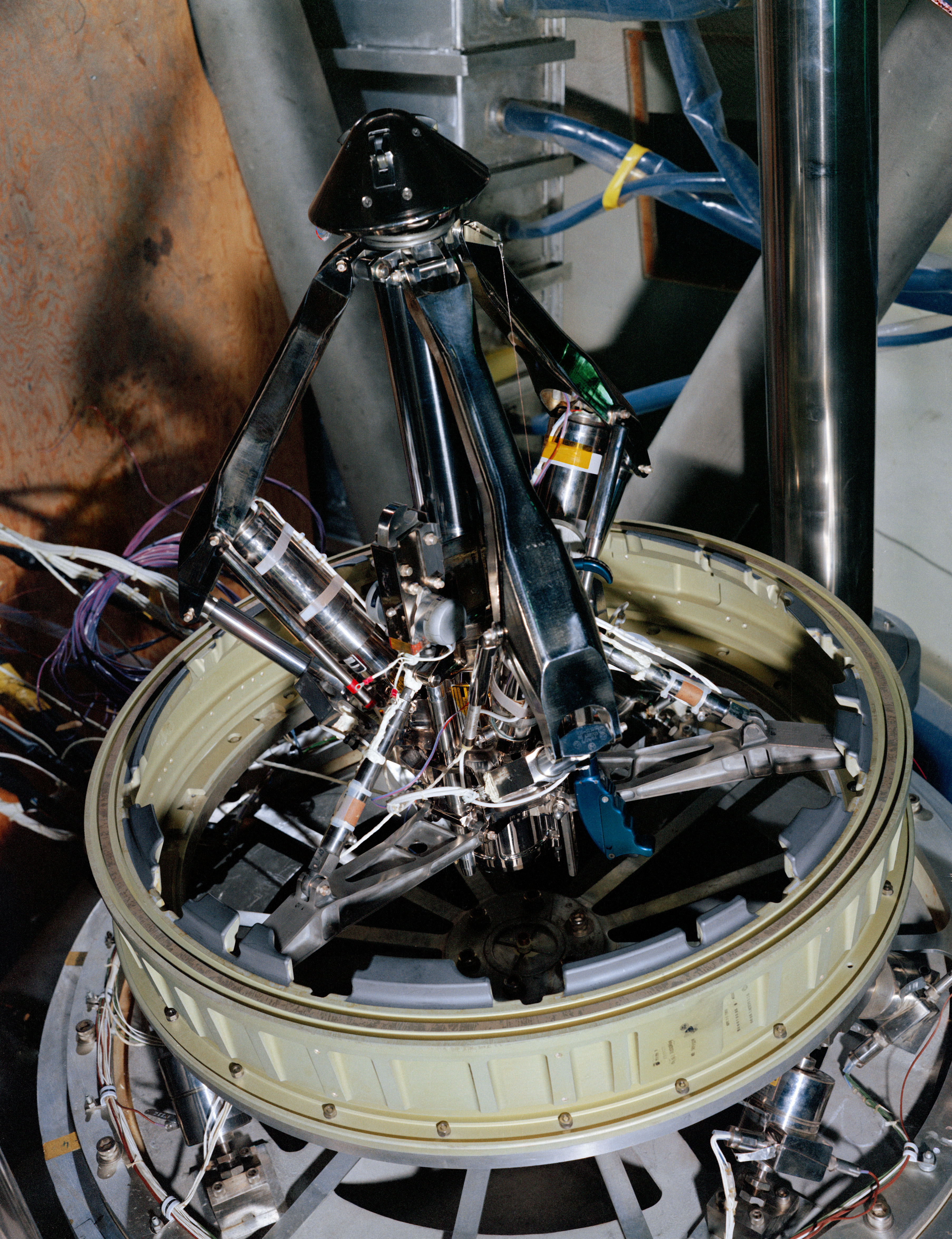
La sonde des vaisseaux Apollo

Le système d'amarrage dit "drogue-and-probe" a également été mis au point au début des années 1960 pour permettre l'amarrage entre le module lunaire Apollo et le vaisseau Apollo. Il comporte une sonde et un cône chacun fixé à l'extérieur d'un des deux vaisseaux dans l'anneau d'amarrage qui déborde de l'écoutille :
- La sonde est constituée d'une tige extensible (constituée de deux tubes emboités) qui comporte à son extrémité une tête comportant trois verrous. La tige est étayée par des amortisseurs latéraux et est fixée à l'anneau d'amarrage du vaisseau par l'intermédiaire de bras.
- Le cône est solidaire de l'anneau d'amarrage de l'autre vaisseau. Sa forme permet de guider la sonde vers le fond où se situent les gâches dans lesquelles viennent s'engager les verrous situées sur la tête de la sonde[2].

Avant la manœuvre d'amarrage, l'équipage du vaisseau portant la sonde la déploie en position allongée. Une fois que la tête de la sonde s'est verrouillée dans le cône, l'équipage du vaisseau portant la sonde déclenche sa rétraction : les anneaux d'amarrage des deux vaisseaux deviennent jointifs et douze verrous s'enclenchent alors automatiquement (ils peuvent être mis en place manuellement). Les équipages vérifient l'étanchéité du tunnel situé à l'extérieur des écoutilles puis ouvrent celles-ci avant de retirer le dispositif sonde-cône qui est rangé dans la cabine.

## Les autres systèmes d'amarrage

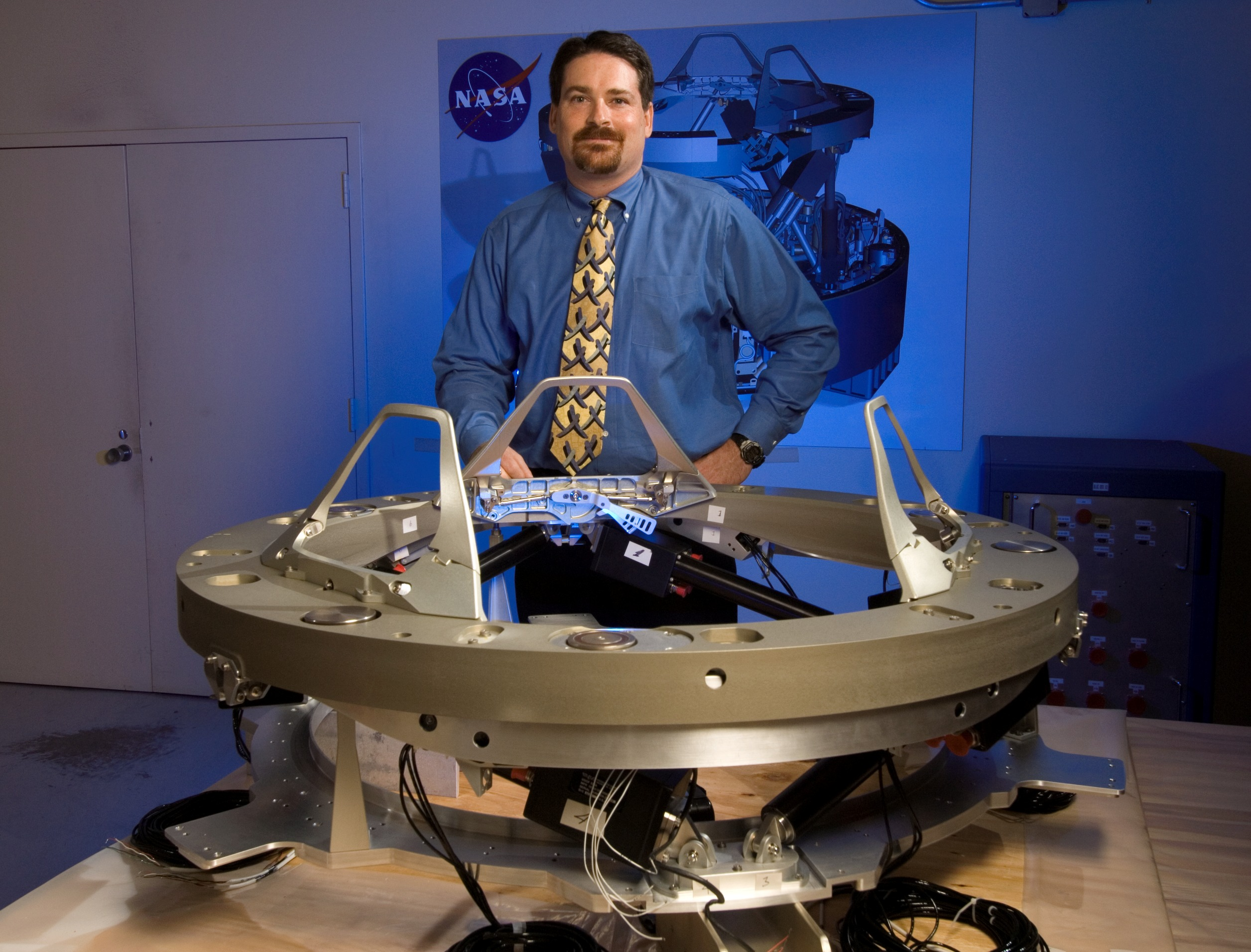
Prototype du « Low impact docking system »

Plusieurs autres systèmes d'amarrage entre vaisseaux spatiaux ont été développés par la suite :
- L'APAS développé pour le programme Apollo-Soyouz est utilisé par la navette spatiale américaine pour s'amarrer à la station Mir et à la station spatiale internationale. L'idée qui a présidé à sa conception était que tout système d'amarrage APAS puisse s'amarrer à un autre systèmes APAS, les deux étant androgynes. Au moment de l'amarrage, il y a obligatoirement un côté qui joue un rôle actif et l'autre un rôle passif, mais les deux côtés ont la possibilité d'être soit actif soit passif[3].
- Le CBM est utilisé par assurer la liaison entre les segments de la partie non russe de la station spatiale internationale. Il est également présent sur certains vaisseaux qui ravitaillent la station tels que l'HTV ainsi que le Cygnus et le SpaceX Dragon. Il se caractérise par la grande taille du tunnel (la surface de la section est la triple de celle des systèmes précédents) qui constitue une nécessité pour amener les équipements internes les plus encombrants de la station.
- Le Low Impact Docking System mis au point pour les nouveaux vaisseaux américains. C'est une version allégée du système APAS.

## Galerie

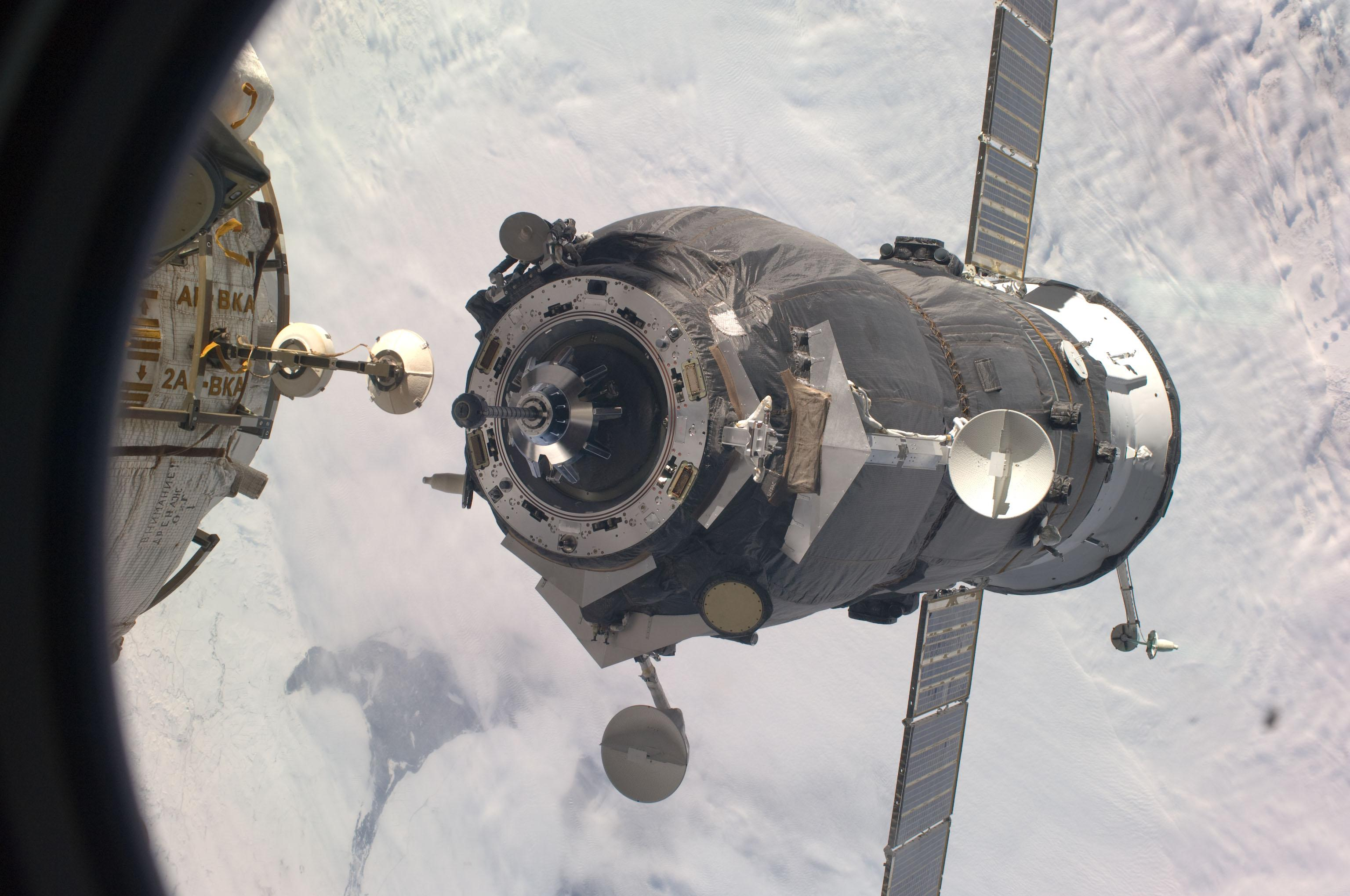
La sonde en position étendue est bien visible sur ce cargo Progress sur le point de  s'amarrer à la station
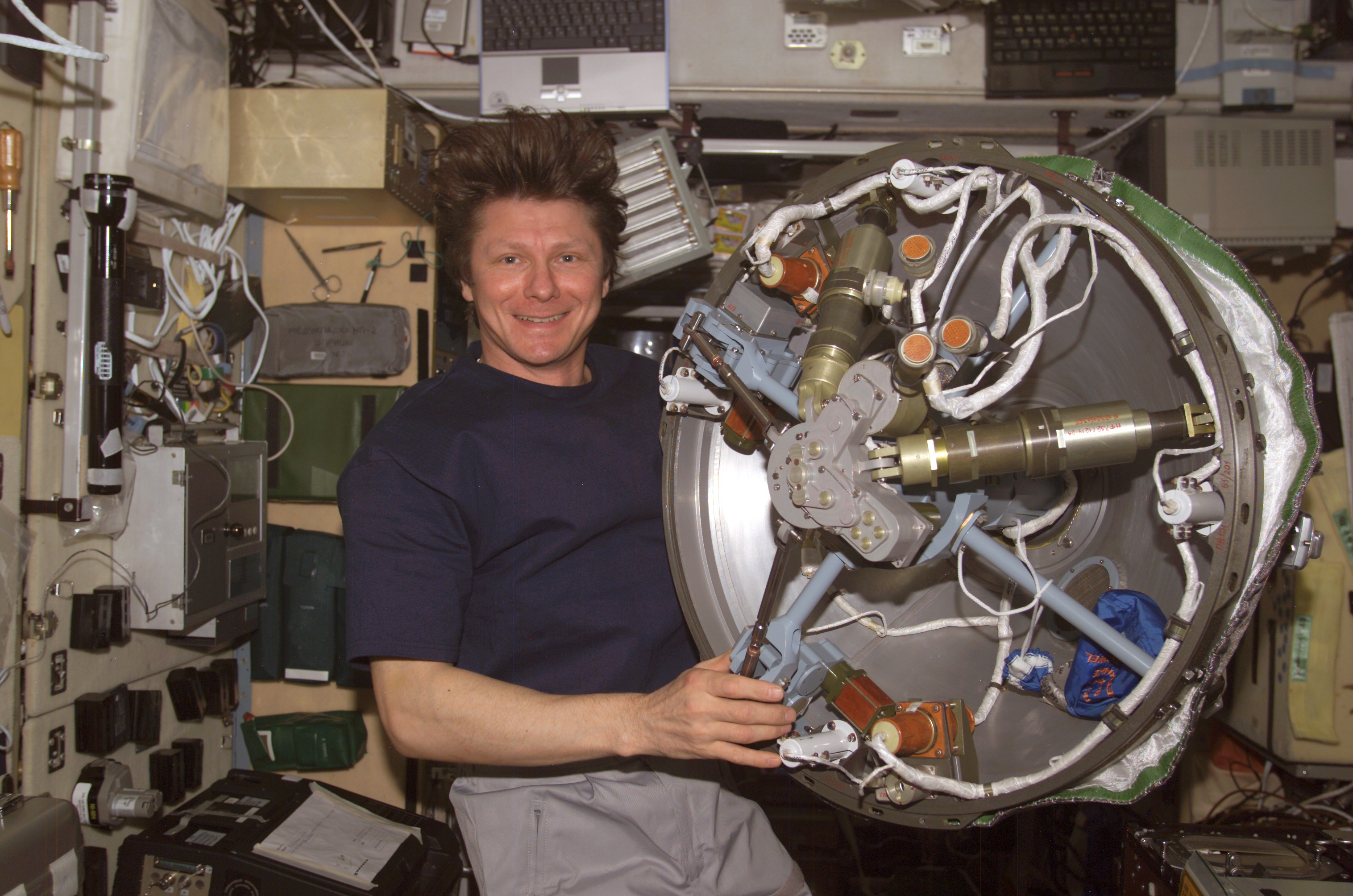
Mécanismes situés à la base de la sonde russe
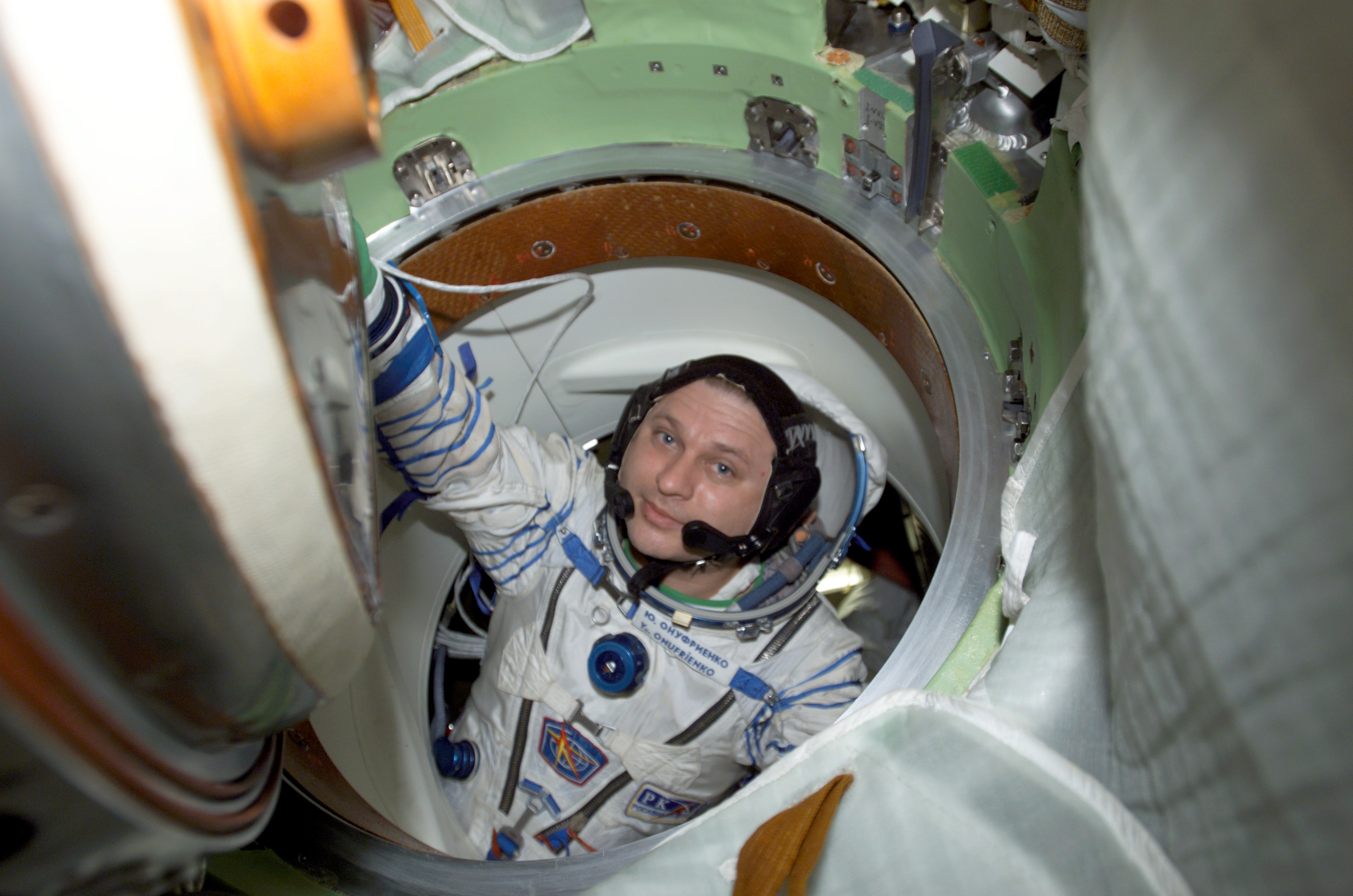
Ouverture de l'écoutille dans la station spatiale après l'amarrage du Soyouz.
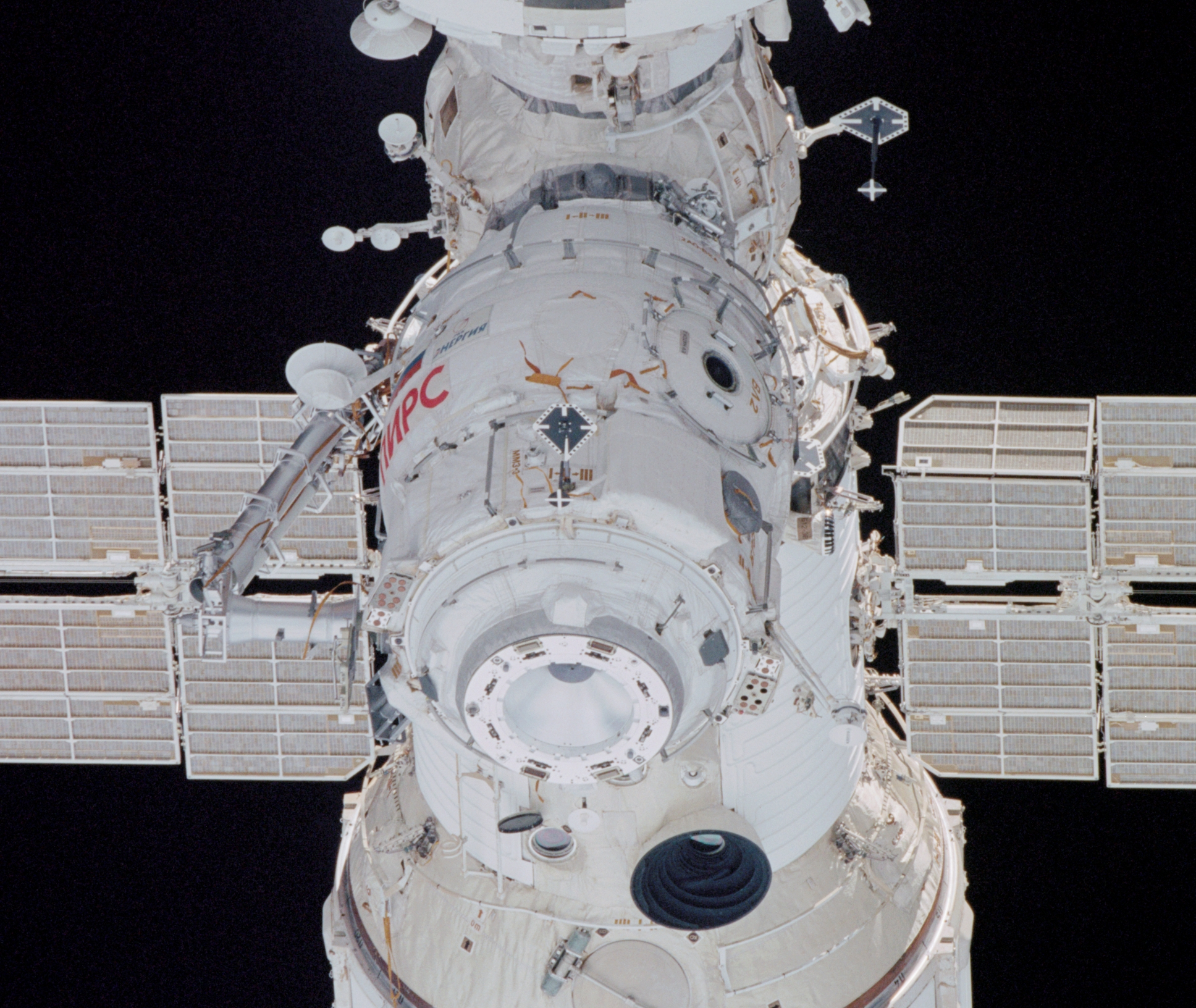
On distingue le cône sur le module d'amarrage Pirs de la station spatiale.
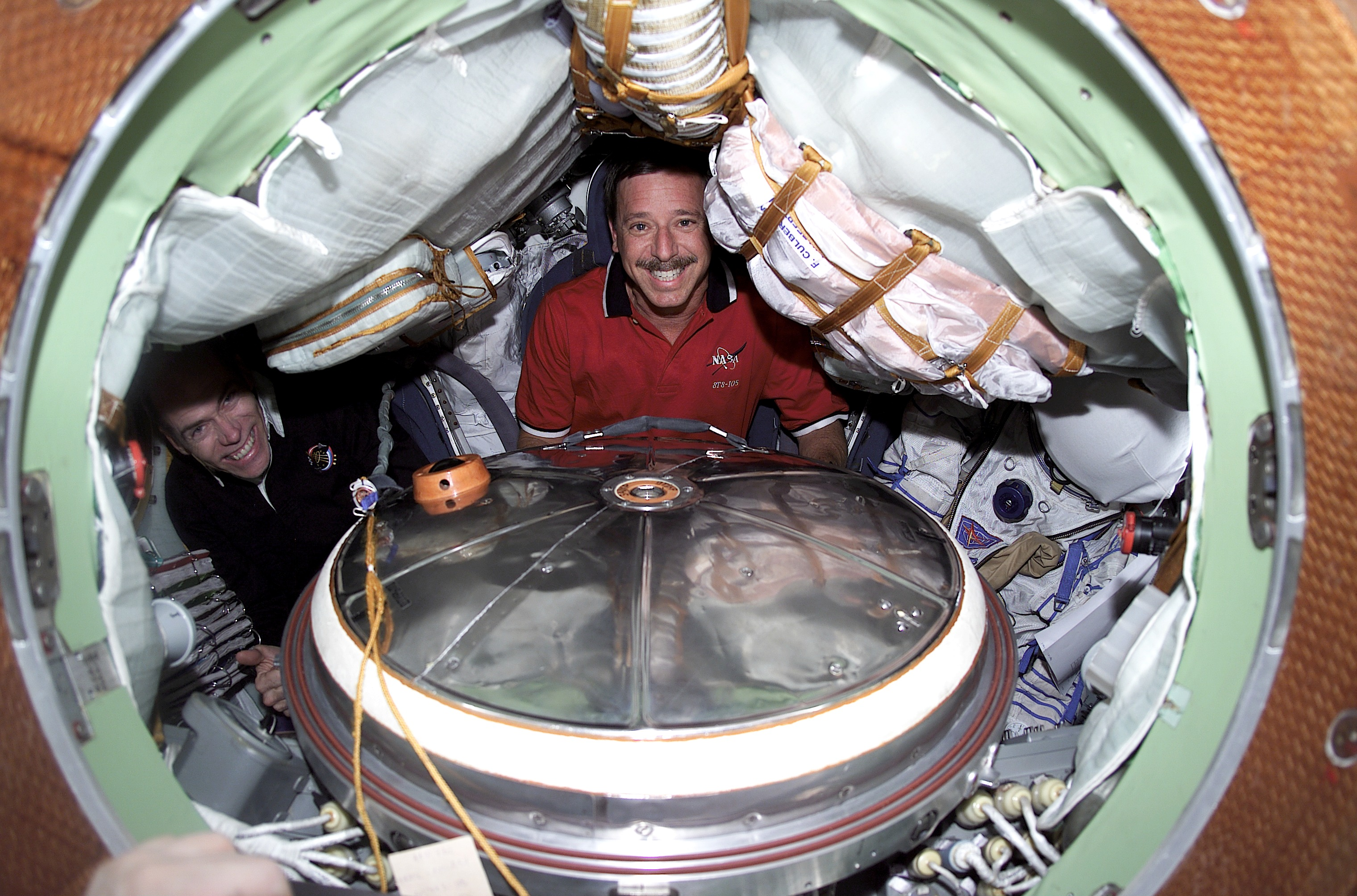
L'écoutille d'un vaisseau Soyouz.
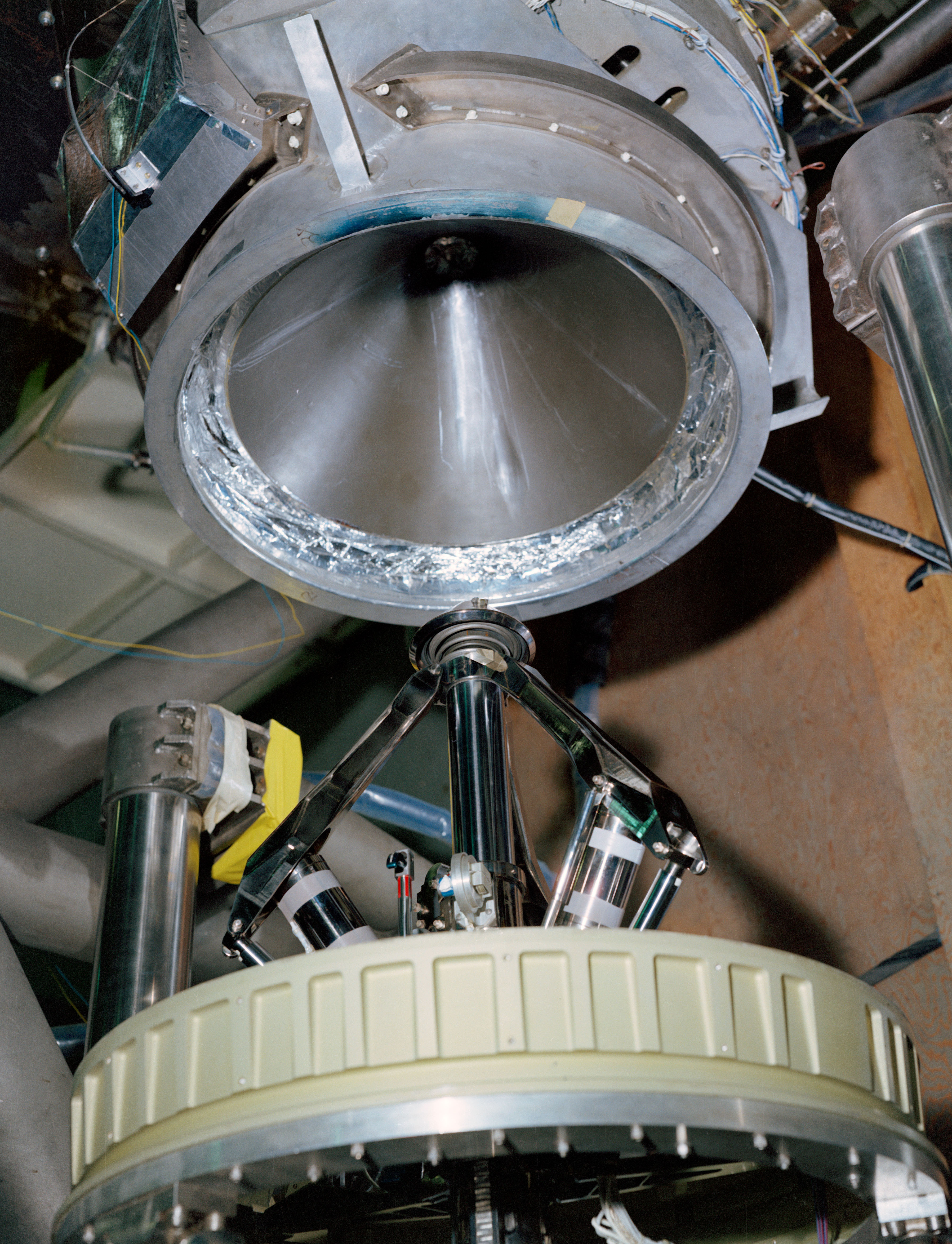
Le système sonde et cône des vaisseaux Apollo
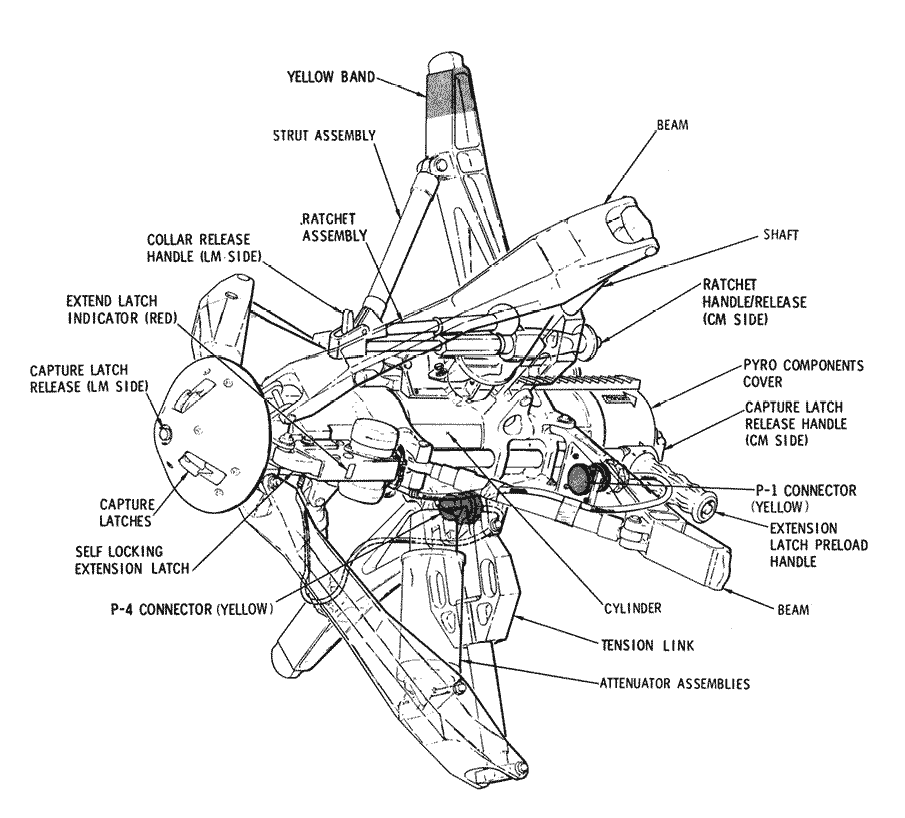
Schéma détaillé de la sonde Apollo
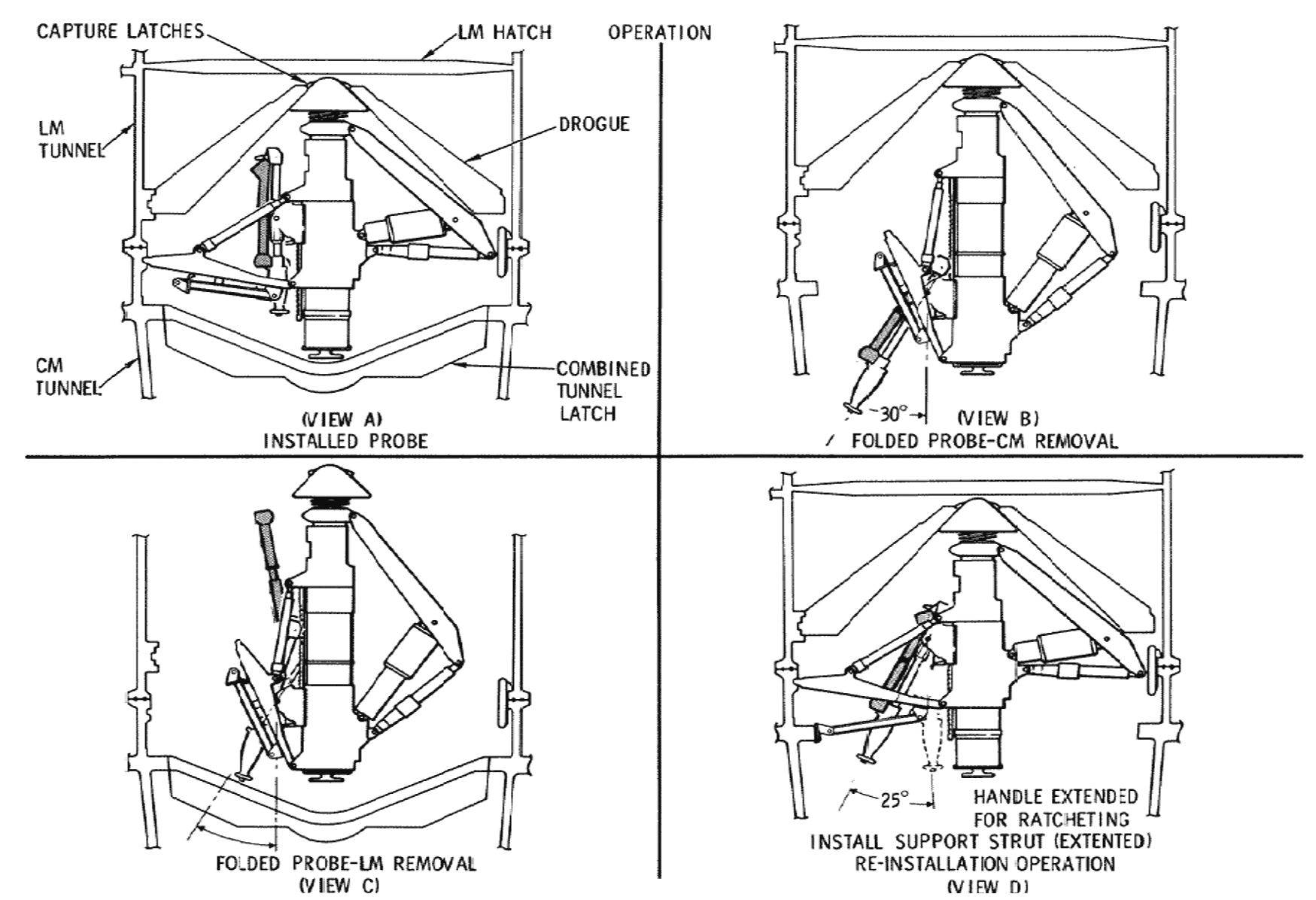
Montage et démontage de la sonde et du cône des vaisseaux Apollo
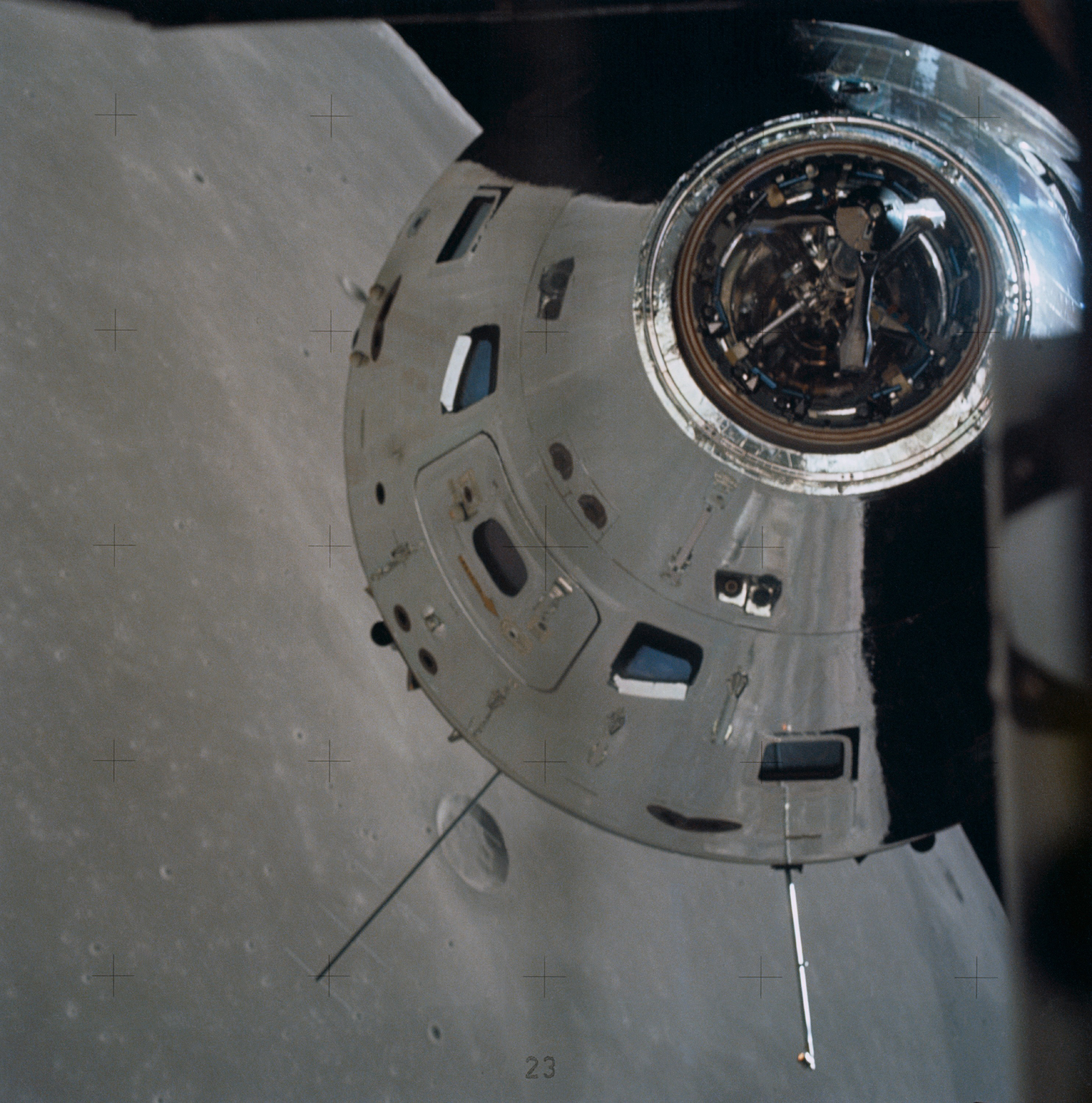
La sonde est bien visible à l'extrémité du vaisseau Apollo 17